# Альберт Сугияпраната
Альберт Сугияпраната (индон. Albertus Soegijapranata, Albertus Sugiyapranata, 25 ноября 1896 или 1895, Суракарта, Центральная Ява — 22 июля 1963, Стейл, Лимбург) — национальный герой Индонезии, первый индонезийский католический епископ, апостольский викарий апостольского викариата Семаранга с 1 августа 1940 года по 3 января 1961 года, первый архиепископ Семаранга с 3 января 1961 года по 23 июля 1963 года.

## Биография
Сугия родился 23 ноября 1896 года в городе Суракарта (Голландская Ост-Индия) в семье мусульманского придворного чиновника, который придерживался исламского течения абанганов. Через некоторое время семья переехала в Джокьякарту, где в 1909 году Сугия начал обучение в иезуитском колледже святого Франциска Ксаверия, которым руководил иезуит-миссионер Франсом ван Литом. В этом колледже Сугия заинтересовался католицизмом и 24 декабря 1910 года он принял крещение. В 1915 году Альберт Сугия окончил колледж и в течение одного года занимался в нём преподавательской деятельностью.
С 1917 по 1919 год он обучался в католической семинарии. В 1919 году он отправился в Голландию, где поступил послушником в монашеский орден иезуитов. В сентябре 1920 году он принял монашеские обеты. С 1923 года он изучал философию в Уденбоше, после окончания которого был отправлен на родину в город Мунтилан, где преподавал в течение двух лет. В 1928 году он приехал в Голландию, где изучал теологию в Маастрихте. 15 августа 1931 года Альберт Сугия был рукоположён в священника епископом Рурмонда и к его имени было добавлено уважительное окончание «праната». После рукоположение он был отправлен в Ост-Индию, где был приходским священником в приходе в Джокьякарте. В 1934 году его назначили настоятелем прихода в Бинтаране.
1 августа 1940 года Святой Престол учредил апостольский викариат Семаранга и Римский папа Пий XII назначил Альберта Сугияпранату первым епископом этой католической структуры и титулярным епископом Данабы.
После провозглашения независимости Индонезии Альберт Сугияпраната участвовал в доставке продовольствия в Семаранг и урегулировании беспорядков в городе. В 1947 году он был вынужден из-за угроз переехать в Джокьякарту. Во время войны за независимость Альберт Сугияпраната содействовал международному признанию Индонезии.
3 января 1961 году апостольский викариат был преобразован в архиепархию и Альберт Сугияпраната стал архиепископом.
В 1961 году он участвовал в I сессии II Ватиканском соборе.
22 июля 1963 года Альберт Сугияпраната скончался в Голландии. Его тело было перевезено в Индонезию, где он был объявлен национальным героем и похоронён на кладбище героев в Семаранге.